# آب‌انبار شاه عباسی و شیخ حسن ریاضی
آب‌انبار شاه عباسی و شیخ حسن ریاضی مربوط به دوره قاجار - دوره صفوی است و در شهرستان ساوه، بخش مرکزی، دهستان قره چای، روستای لالائین واقع شده و این اثر در تاریخ ۲۶ اسفند ۱۳۸۶ با شمارهٔ ثبت ۲۲۰۹۶ به‌عنوان یکی از آثار ملی ایران به ثبت رسیده است.